# Takiyya Sulaymaniyya
La Takiyya Sulaymaniyya (àrab: التكية السليمانية, at-Takiyya as-Sulaymāniyya) és una takiyya de Damasc, a Síria, que es troba a la vora del riu Barada. La takiyya, seu d'una confraria sufí, consta d'un gran pati porxat, al voltant del qual hi ha una gran mesquita al sud-oest i un menjador obert al nord-oest, envoltat per un hospici.

## Història
Va ser construida per ordre de Solimà I el Magnífic, que li dona nom (sulaymaniyya significa ‘de Sulayman o Solimà’), entre el 1554 i el 1560, i la va dissenyar l'arquitecte Sinan. Selim II hi va afegir una madrassa independent, coneguda com la madrassa Salimiyya, al sud-oest del conjunt, connectada per un soc. Es van construir hospicis al voltant de la mesquita per a acompanyar els dervixos, coneguts pels seus cants i balls religiosos. S'ha descrit com el «millor exemple d'arquitectura otomana de Damasc».

## Arquitectura
La mesquita té un ampli pòrtic i una sala de pregària de setze metres quadrats, amb una gran cúpula otomana. El pòrtic té tres cúpules envoltades amb un sostre inclinat de plom que recolza en dotze columnes de marbre i granit, amb capitells amb forma de diamant i mocàrabs. El nínxol del portal, al centre de la façana del pòrtic, està coronat amb mocàrabs i emmarcat amb una sanefa de motius geomètrics.

### Interior
A dins, la cúpula té un anell d'obertures en la base allargada i està coberta amb plom en l'exterior. Recolza en quatre arcs que s'estenen des de les parets. La zona de transició de la cúpula a la paret es forma amb triangles circulars de pedra. El mihrab se situa sota uns mocàrabs i està definit per mosaics de marbre, mentre que el minbar és de marbre blanc. A les quatre parets hi ha finestres de guix amb peces de cristall de colors, que s'obrin als jardins. Els murs exteriors són de pedres blanques i negres alternes. També s'usà marbre de colors a la façana del pòrtic.

### Minarets
Dos alts minarets cilíndrics s'alcen a les cantonades est i oest del pòrtic de la mesquita. Són de pedra blanca i coronats amb sostres cònics. Tots dos tenen un balcó sostingut per mocàrabs de pedra perquè el muetzí cride a l'oració.

### El conjunt

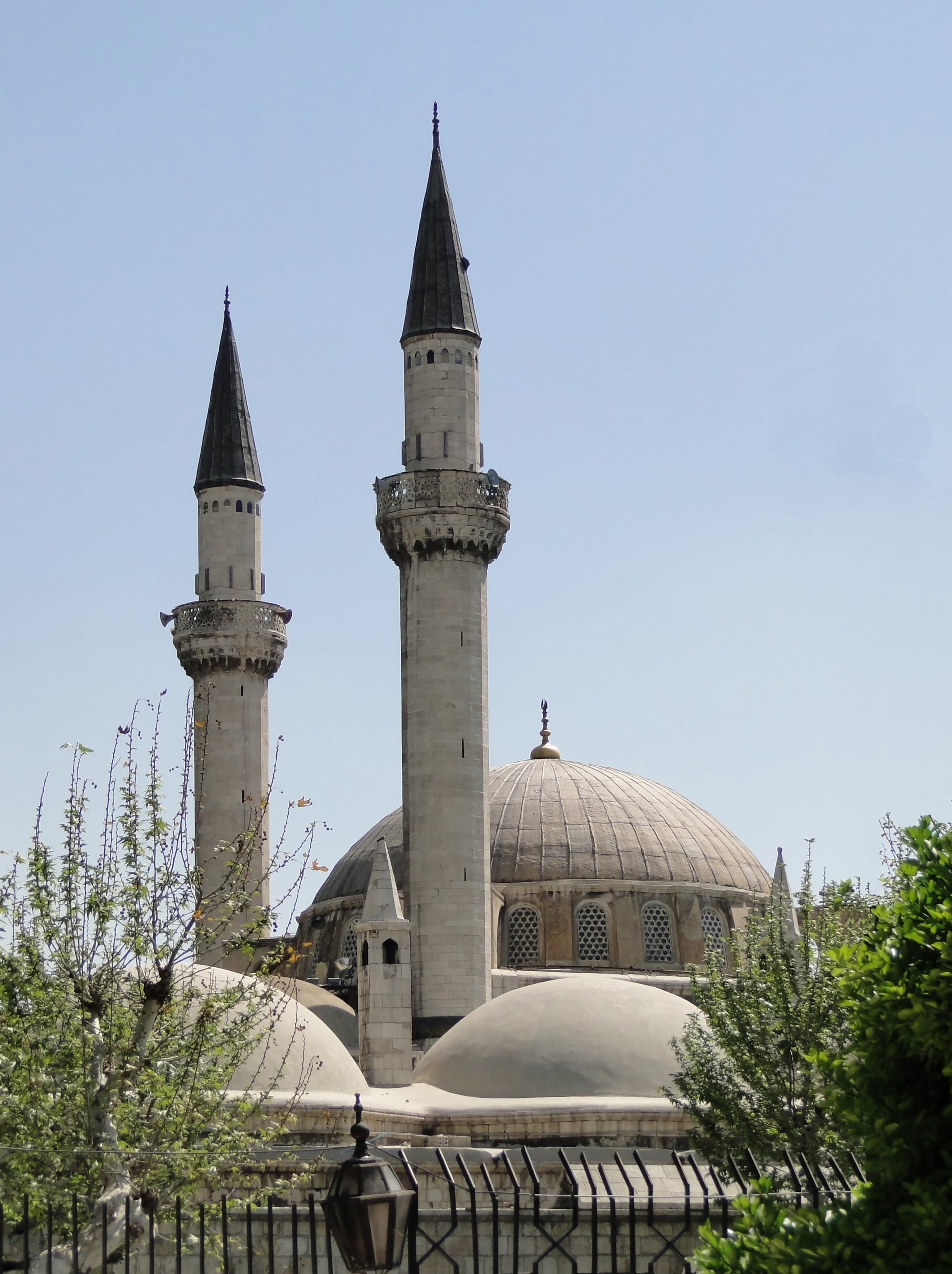
Els minarets de la mesquita de la takiyya

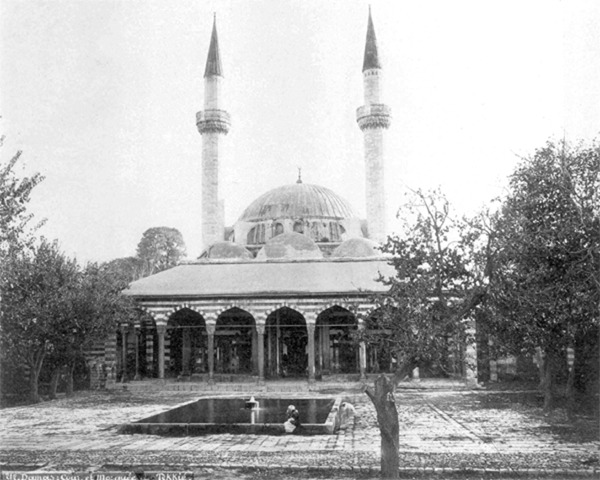
La mesquita de la takiyya el 1870

A cada costat de la mesquita hi ha fileres de sis porxades, amb fumerals i cúpules més altes que les del pòrtic. A l'altre costat del pati, el menjador social també es compon de sis porxades, que s'eixamplen en una cambra al centre amb dues naus. El pati té un pòrtic de dotze cúpules. Situats en cada costat del menjador social hi ha hospicis idèntics, que tenen catorze cúpules disposades en dues fileres. Els hospicis i el menjador social comparteixen un pati, al qual s'accedeix per dues portes des del pati principal.
Els edificis del pati, es van construir al principi per a albergar als dervixos, una secta espiritual de musulmans famosa per la seua dansa vertiginosa en estat de tràngol. Es va emprar posteriorment com a khan per a allotjar pelegrins que anaven cap a la Meca.
A l'est de la mesquita hi ha una escola alcorànica construïda en el segle xvi, la madrassa Salimiyya. La sala de pregària de l'escola encara s'utilitza per a ensenyar l'Alcorà. Els edificis que envolten l'escola alberguen ara tot tipus d'artesans de vidre, coure, argent i tèxtils. El conjunt també conté un museu militar, en què s'exposen antigues armes i eines de combat, gran part de les quals s'usaren en les croades. El darrer soldà otomà, Mehmet VI, està soterrat al cementiri del costat de la mesquita.
Tot el complex fou restaurat el 1968 per la Direcció General d'Antiguitats.